# Birregurra

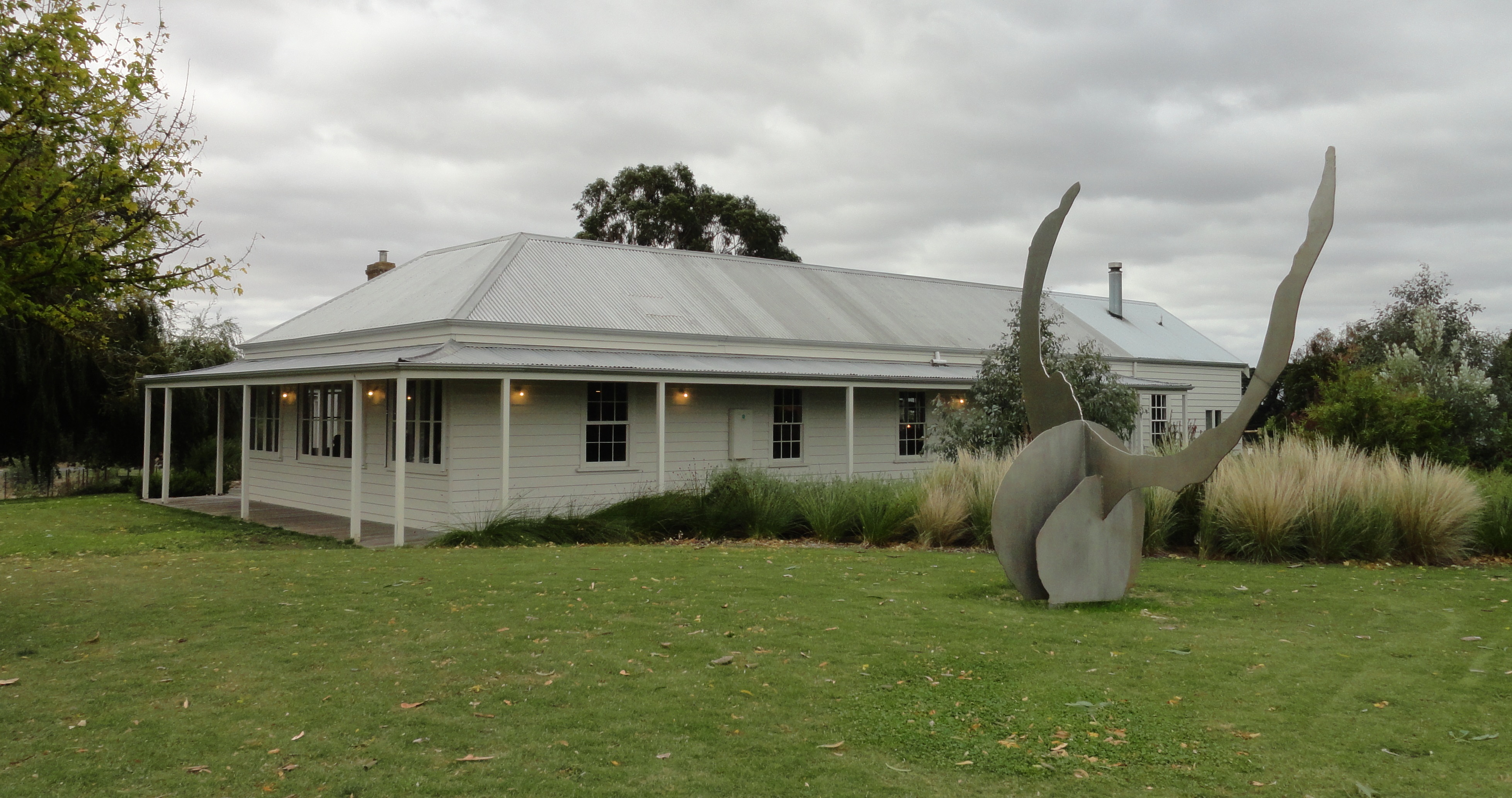
Brae Restaurant in Birregurra

Birregurra – miasto w Australii, w stanie Wiktoria.